# Šivetice
Šivetice (deutsch Suwetitz, Schiwitz, ungarisch Süvete) ist eine Gemeinde in der östlichen Mitte der Slowakei mit 348 Einwohnern (Stand 31. Dezember 2024), die zum Okres Revúca, einem Kreis des Banskobystrický kraj, gehört und in der traditionellen Landschaft Gemer liegt. Kunstgeschichtlich bedeutend sind die Reste romanischer Wandmalereien in einer auf das 13. Jahrhundert zurückgehenden Rundkirche.

## Lage und Verkehr
Die Gemeinde befindet sich im Südwestteil des Slowakischen Karstes im Tal des Flusses Muráň. Das Ortszentrum liegt auf einer Höhe von 233 m n.m. und ist sechs Kilometer von Jelšava sowie 18 Kilometer von Revúca entfernt.
Nachbargemeinden sind Gemerské Teplice im Norden, Hucín im Osten, Licince im Süden, Držkovce im Südwesten und Prihradzany im Westen.
Die Straße 2. Ordnung 532 verläuft von Muráň in südlicher Richtung über Jelšava nach Tornaľa. Es gibt keinen direkten Bahnanschluss. Auf der durch den Ort führenden Nebenbahn Plešivec–Muráň ist der Personenverkehr eingestellt.

## Geschichte

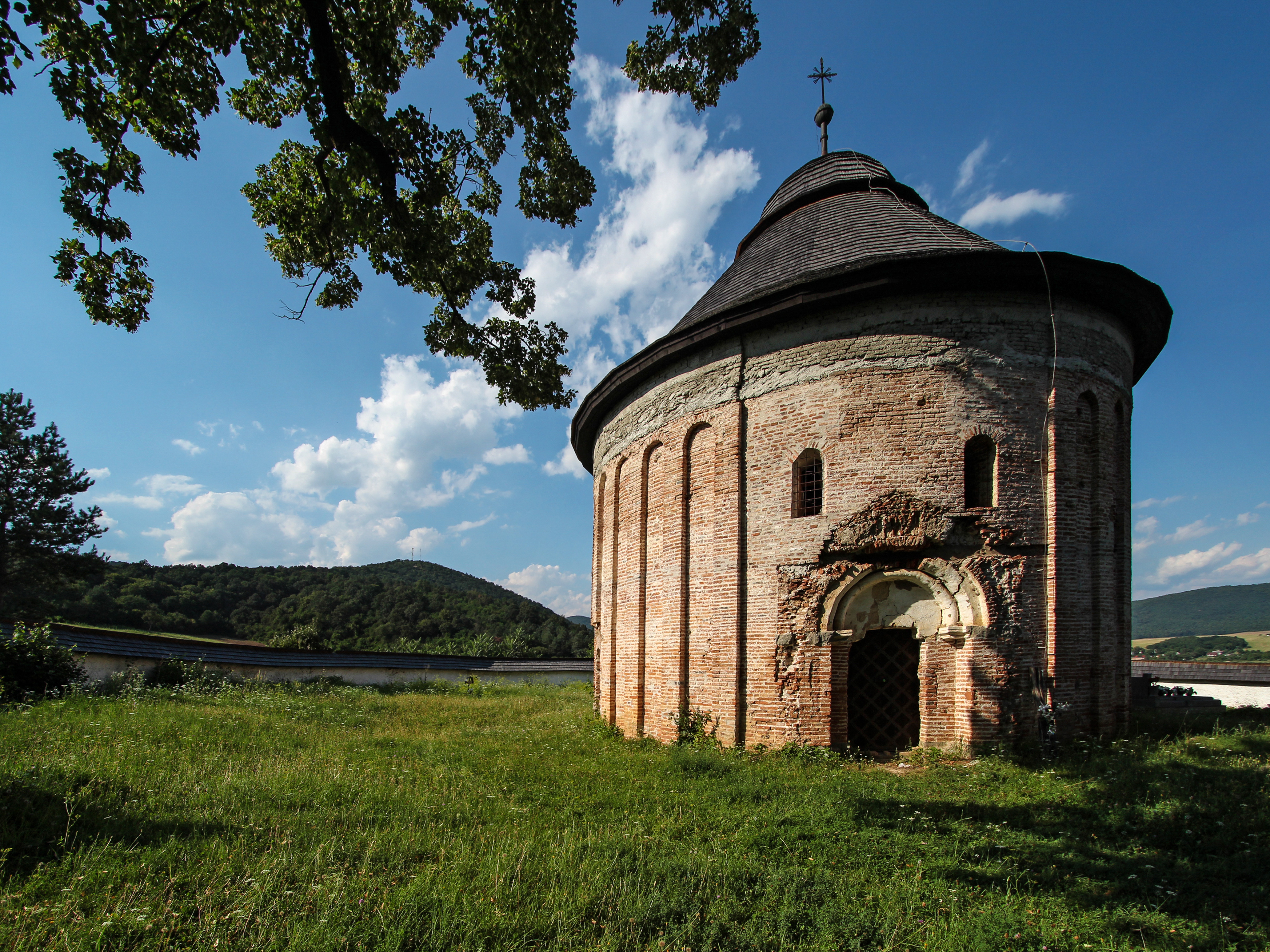
Margaretakirche

Šivetice wurde zum ersten Mal 1262 als Sueta schriftlich erwähnt und gehörte zuerst zum Herrschaftsgut von Jelšava, ab dem 15. Jahrhundert zum Herrschaftsgebiet der Burg Muráň. Auf dem Berg Múrik stand damals ein Wachturm. Nach einem Steuerverzeichnis besaß das Dorf im Jahr 1427 31 Porta. Nach einer Verwüstung durch osmanische Truppen begann im 17. Jahrhundert ein Wiederaufbau. 1710 kamen bei einer Pestepidemie 320 Bewohner ums Leben. 1828 zählte man 77 Häuser und 588 Einwohner, die als Landwirte und im Besonderen als Töpfer beschäftigt waren. Die örtlichen Töpfer waren in einer Töpferzunft zusammengeschlossen, und ihre Erzeugnisse wie Krüge, Vasen, Pfeifen und Schüsseln waren seinerzeit in ganz Österreich-Ungarn bekannt.
Bis 1918 gehörte der im Komitat Gemer und Kleinhont liegende Ort zum Königreich Ungarn und kam danach zur Tschechoslowakei beziehungsweise heute Slowakei. Auch in der ersten tschechoslowakischen Republik verblieb Šivetice ein landwirtschaftliches Dorf mit einer Tradition der Töpferei. Als Folge des Ersten Wiener Schiedsspruchs war Šivetice von 1938 bis 1945 wieder Teil Ungarns.

## Bevölkerung
| Jahr                | 1994 | 2004     | 2014    | 2024    |
| ------------------- | ---- | -------- | ------- | ------- |
| Anzahl der Personen | 319  | 388      | 374     | 348     |
| Unterschied         |      | +21,63 % | −3,60 % | −6,95 % |

| Jahr                | 2023 | 2024    |
| ------------------- | ---- | ------- |
| Anzahl der Personen | 351  | 348     |
| Unterschied         |      | −0,85 % |

Nach der Volkszählung 2011 wohnten in Šivetice 402 Einwohner, davon 338 Slowaken, 17 Roma, fünf Magyaren und ein Tscheche. 41 Einwohner machten keine Angabe zur Ethnie.
170 Einwohner bekannten sich zur römisch-katholischen Kirche, 47 Einwohner zur Evangelischen Kirche A. B. und ein Einwohner zu den Zeugen Jehovas. 143 Einwohner waren konfessionslos und bei 41 Einwohnern wurde die Konfession nicht ermittelt.

## Ortsbild
Šivetice ist ein Straßendorf mit überwiegend einstockigen, einfachen Wohnhäusern mit Walmdächern, die sich in Nord-Süd-Richtung entlang der Durchgangsstraße reihen. Das Zentrum bildet das Gebäude der Gemeindeverwaltung mit einem angrenzenden Lebensmittelladen.

### Margaretakirche

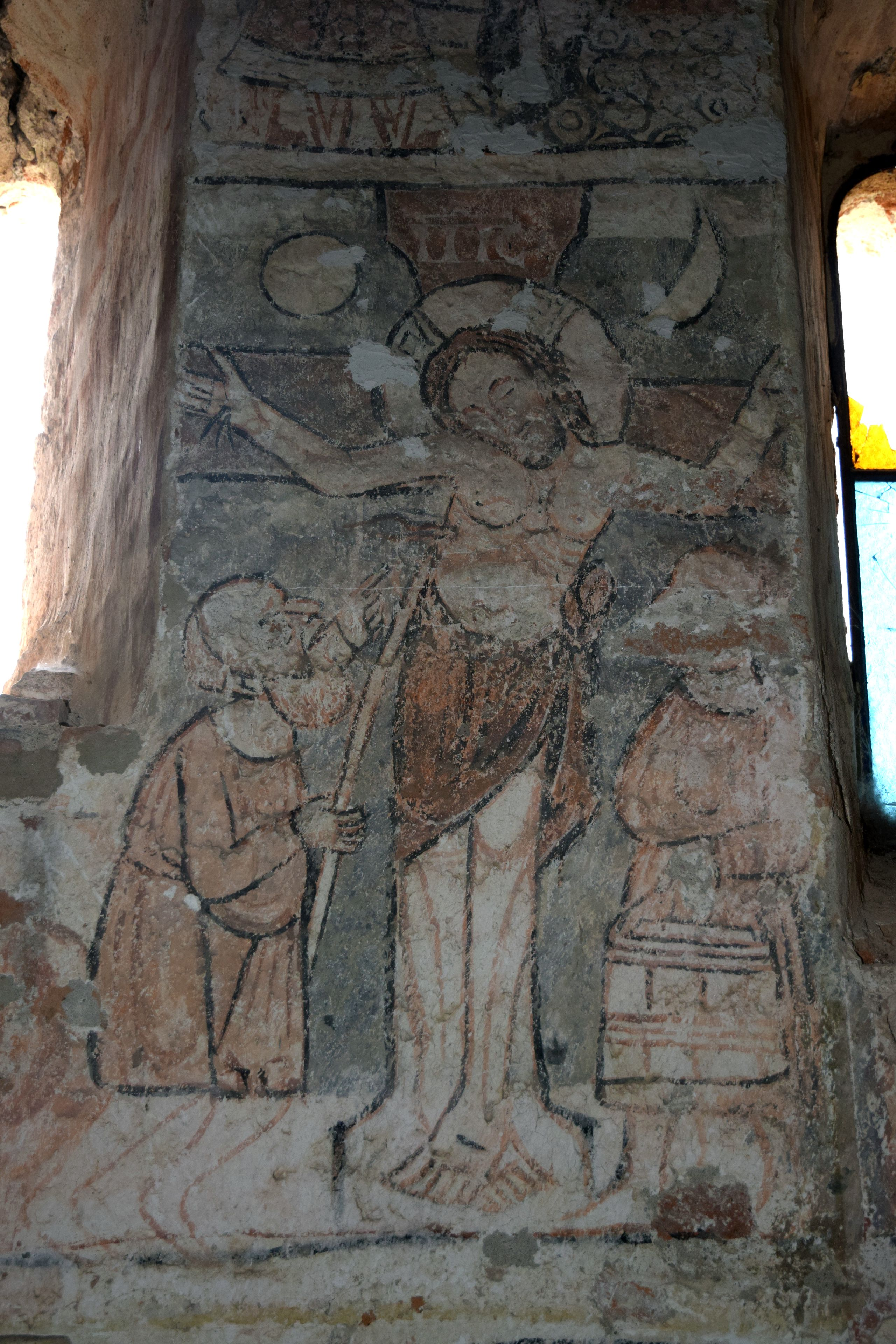
Romanische Malerei in der Apsismitte, untere Zone. Kreuzigungsszene. Unrestaurierter Zustand von 2017.

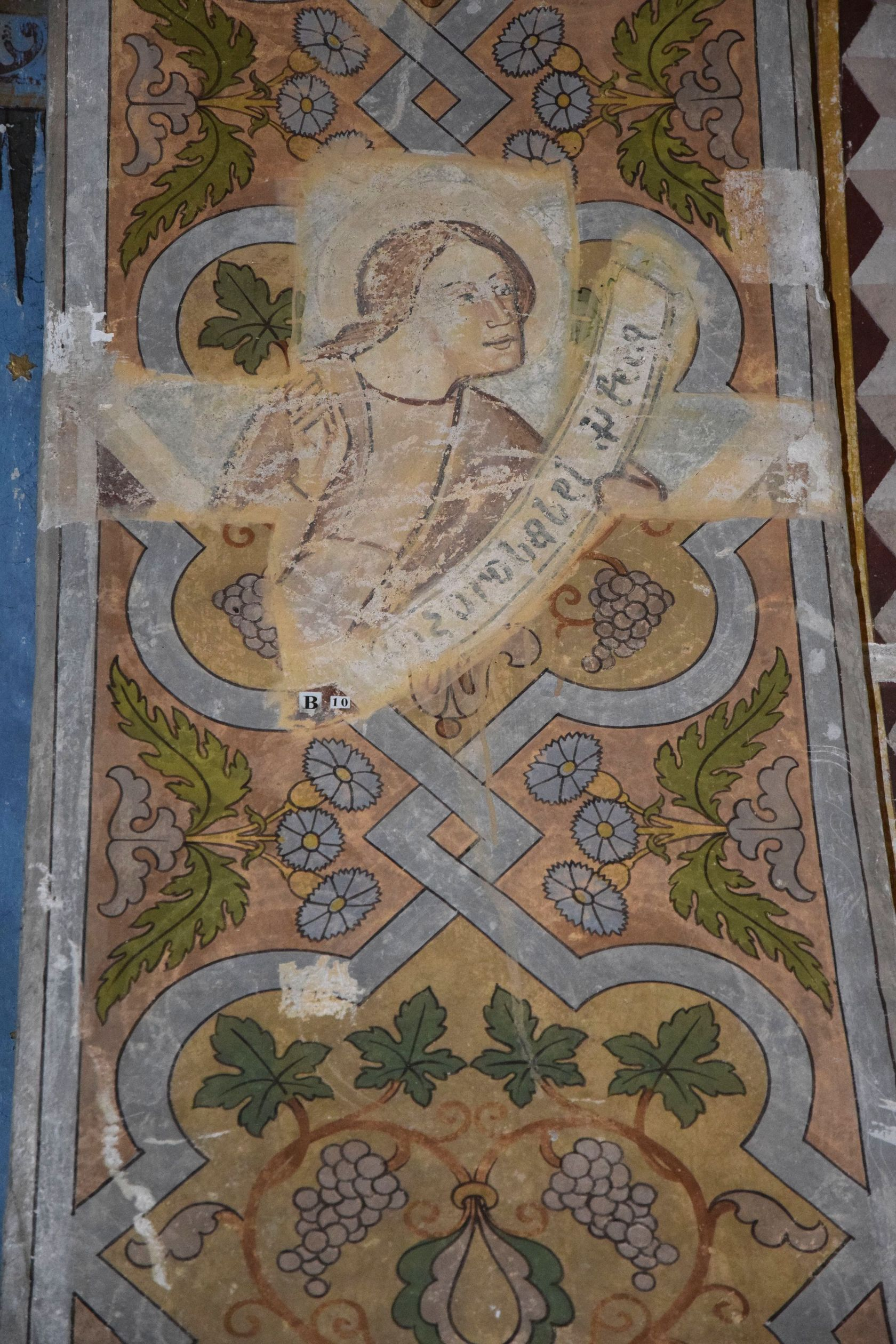
Malerei am Triumphbogen, Nordseite.

Das bedeutendste Gebäude ist die römisch-katholische, der heiligen Margareta (Margita) geweihte Rundkirche, die sich auf einer Anhöhe am nördlichen Ortsrand innerhalb eines von einer Mauer umgebenen Friedhofs befindet. Der älteste Teil der Kirche ist die aus der Romanik stammende Apsis, die in die erste Hälfte des 13. Jahrhunderts datiert wird und bis zum Triumphbogen erhalten ist. Das zerstörte ursprüngliche Kirchenschiff war länglich und von einer kreisförmigen Außenmauer umschlossen, es stellte eine Variante der seit der Vorromanik in Zentraleuropa für Dorfkirchen gebauten Rotunde dar. Der grundsätzlich andere Architekturtyp neben der Rotunde war bei kleinen Dorfkirchen die langrechteckige Saalkirche mit einer halbkreisförmigen Apsis. Romanische Dorfkirchen sind seit dem 11. Jahrhundert bekannt, die meisten stammen wie die Margaretakirche aus dem 13. Jahrhundert. Die älteste erhaltene Rundkirche in Mähren ist die Rotunde St. Katharina in Znojmo aus der ersten Hälfte des 11. Jahrhunderts; in der Slowakei zählt die Georgs-Rotunde von Skalica aus dem 12. Jahrhundert zu den ältesten erhaltenen Gebäuden des Landes, während die Rundkirche von Ducové bis auf die Grundmauern abgetragen wurde.
Den Urkunden zufolge war die Kirche 1596 evangelisch und ist seit 1712 katholisch. Mitte des 18. Jahrhunderts wurde anstelle des zerstörten romanischen Kirchenschiffs eine kreisrunde Architektur errichtet, deren etwas größerer Teil als Betsaal dient, während der den Raum halbierende romanische Triumphbogen und die Apis in den östlichen Teil des Baukörpers eingeschlossen sind. An der gegenüber liegenden Westseite ist dem Eingang ein kleiner quadratischer Narthex mit einem Walmdach vorgeschaltet. Die Rotunde wird von einem Kegeldach mit einer Kuppelspitze eingedeckt. Typisch für die Romanik ist die Fassadengliederung mit umlaufend eng gereihten Blendbögen, die in Šivetice nur durch drei Fenster im unteren Bereich in der Apsis und jeweils ein Fenster für den Betsaal oben im Nordwesten und Südosten durchbrochen sind. Durch eine heute zugemauerte Außentür konnten Priester von der Südseite direkt in die Apsis gelangen. Darüber befindet sich ein weiteres kleines Rundbogenfenster. An der Nordseite der Apsis führt ein Durchgang in einen niedrigen, angebauten Nebenraum von rechteckiger Grundfläche.
An den Apsiswänden sind Reste romanischer Malereien sichtbar, die im Land sehr selten sind und fast nur in Dorfkirchen vorkommen. Zu den wenigen Kirchen mit erhaltenen romanischen Wandmalereien in der Slowakei gehören außer Šivetice die Georgskirche in Kostoľany pod Tribečom aus dem 11. Jahrhundert und die 1288 erbaute Klosterkirche in Dravce. In der oberen Zone der Apsis befindet sich ein Zyklus der heiligen Margareta und in der unteren Zone ein Christologie-Zyklus in Seccomalerei vom Ende des 13. Jahrhunderts. Diese Datierung erfolgt, weil die Malerei Motive im franziskanischen Stil enthält. Hinzu kommen gotisch beeinflusste Fresken aus der Mitte des 14. Jahrhunderts am Triumphbogen und der Apsis, mit denen die romanische Schicht teilweise überdeckt wurde. Dargestellt ist eine Pietà, der Erzengel Michael als Seelenwäger, Christus zwischen Engeln und die ungarische Sankt-Ladislaus-Legende. Ladislaus, der 1091 in einer Entscheidungsschlacht die Kumanen besiegte, soll dies mit göttlicher Hilfe erreicht haben. Als seine Kämpfer kein Wasser mehr hatten, schlug er mit einer Axt gegen einen Felsen, worauf Wasser heraussprudelte. Im Jahr 2017 wurde mit der Restaurierung der Malereien begonnen, die sich in einem schlechten Zustand befinden.
Neben der Kirche steht ein quadratischer Glockenturm an der Umfassungsmauer, durch den der Eingang in den Friedhof führt. Das untere Stockwerk des barocken Turms aus dem Jahr 1750 ist gemauert, das obere Stockwerk besteht aus Holz.

### Evangelische Toleranzkirche

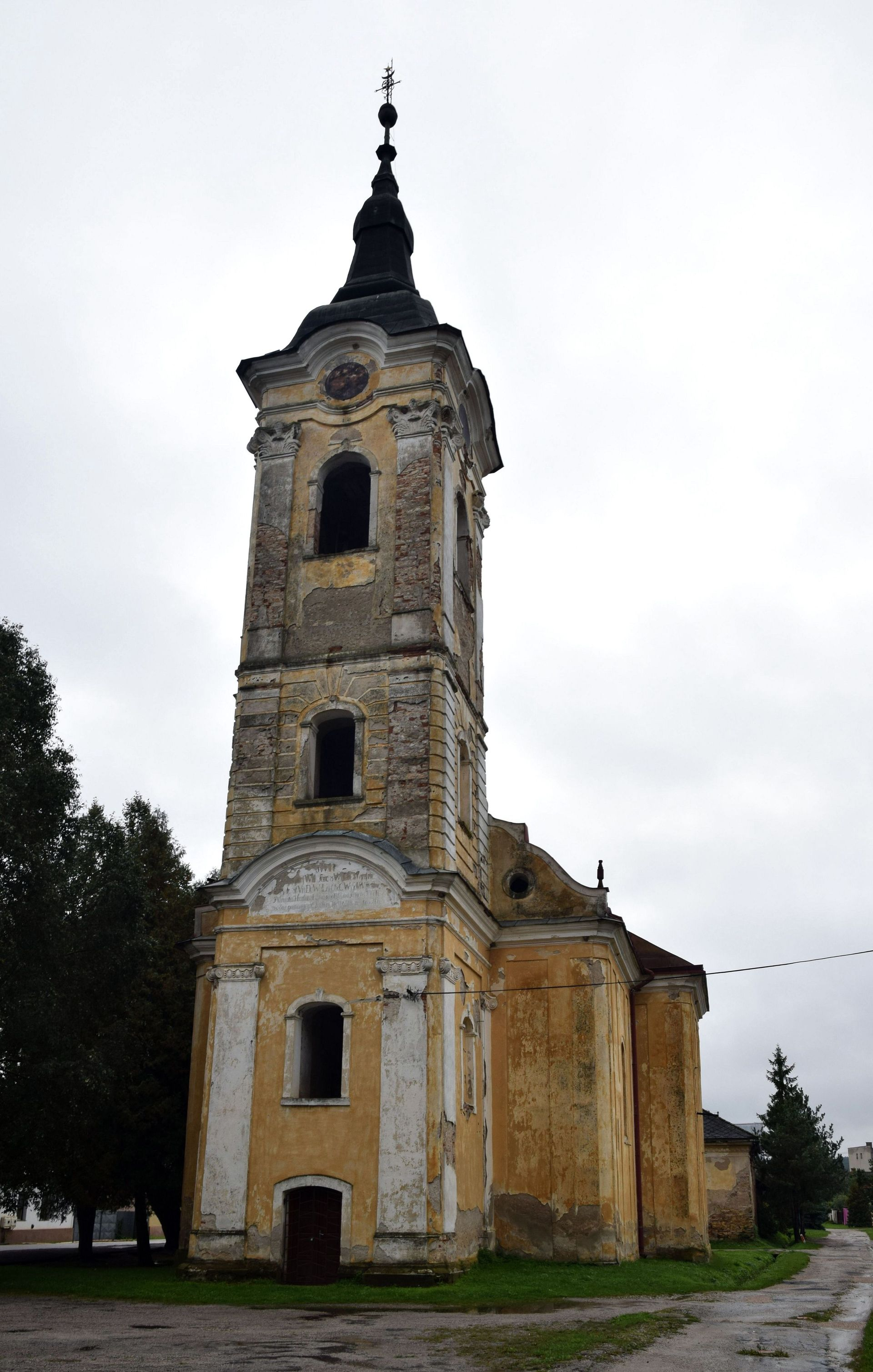
Evangelische Toleranzkirche

Etwa 300 Meter südlich der Margaretakirche steht neben dem Gemeindezentrum die evangelische Toleranzkirche, die 1785 im klassizistischen Stil erbaut und 1831 um einen viergeschossigen Glockenturm am Nordgiebel des nach Süden ausgerichteten Kirchenschiffs erweitert wurde.

## Söhne und Töchter der Gemeinde
- Mathias Bahil (1706–1761), evangelischer Priester und Schriftsteller